# Patrice Roussel

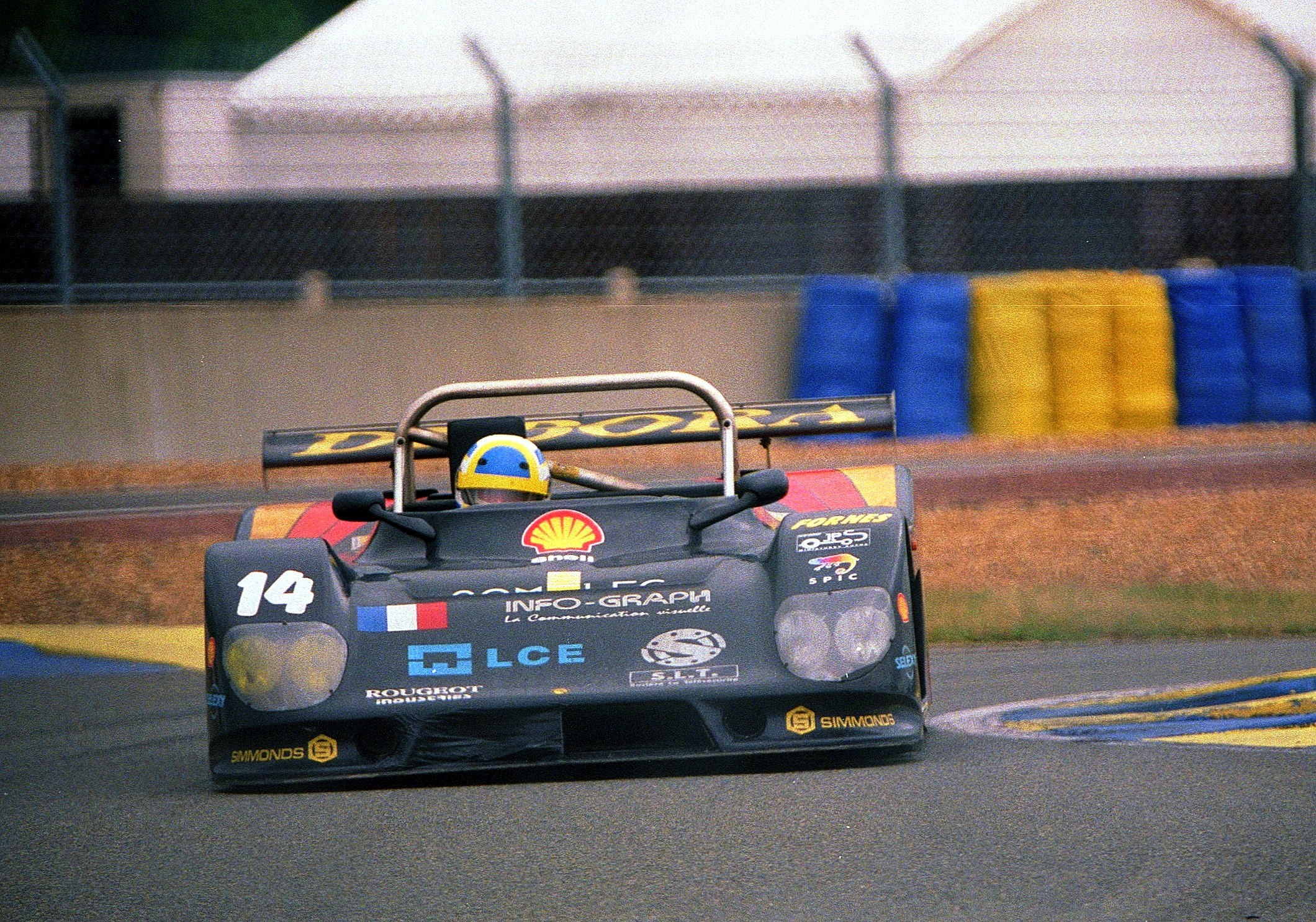
Der von Patrice Roussel beim 24-Stunden-Rennen von Le Mans 1995 gefahrene Debora LMP295

Patrice Roussel (* 13. Januar 1963 in Nantes) ist ein ehemaliger französischer Autorennfahrer und Rennstallbesitzer. Er ist der Onkel von Léo Roussel.

## Karriere als Rennfahrer
Die sportliche Karriere von Patrice Roussel verlief wie bei vielen talentierten französischen Rennfahrern seiner Generation. 1984 ein sehr schneller Aufstieg im französischen und internationalen Kartsport und der folgende  Wechsel in die Formel Renault. Nach vier Jahren in der Formel 3 bestritt er ab 1993 nur mehr GT- und Sportwagenrennen.
Patrice Roussel startete sechsmal beim 24-Stunden-Rennen von Le Mans. Sein Debüt gab er 1993 im von Alain Lamouille gemeldeten Venturi 500LM. Gemeinsam mit Édouard Sezionale und Hervé Rohée erreichte er den 28. Gesamtrang. Dreimal fuhr er für Welter Racing und 1995 für Didier Bonnet, wo er im Debora LMP295 mit dem 20. Gesamtrang und dem LMP2-Klassensieg seine beste Platzierung in Le Mans erreichte.
In den 2000er-Jahren fuhr er vor allem bei Langstreckenrennen in Nordamerika. Er startete unter anderem beim 24-Stunden-Rennen von Daytona und dem 12-Stunden-Rennen von Sebring.

## Rennstallbesitzer
1994 gründete der Extrême Limite, einen Rennstall der in unterschiedlichen Rennserien aktiv war. Außerdem bot das Unternehmen eine Fahrschule für Profi- und Amateur-Rennfahrer an.

## Statistik

### Le-Mans-Ergebnisse
| Jahr | Team              | Fahrzeug      | Teamkollege       | Teamkollege    | Platzierung             | Ausfallgrund |
| ---- | ----------------- | ------------- | ----------------- | -------------- | ----------------------- | ------------ |
| 1993 | Alain Lamouille   | Venturi 500LM | Édouard Sezionale | Hervé Rohée    | Rang 28                 |              |
| 1995 | Didier Bonnet     | Debora LMP295 | Édouard Sezionale | Bernard Santal | Rang 20 und Klassensieg |              |
| 2003 | Édouard Sezionale | Norma M2000-2 | Édouard Sezionale | Lucas Lasserre | Ausfall                 | Motorschaden |
| 2004 | Rachel Welter     | WR LM2004     | Oliver Porta      | Yōjirō Terada  | Rang 26                 |              |
| 2005 | Rachel Welter     | WR LMP04      | William Binnie    | Yōjirō Terada  | nicht klassiert         | Feuer        |
| 2006 | Gérard Welter     | WR LMP04      | Frédéric Hauchard | Julien Briché  | Ausfall                 | Unfall       |

### Sebring-Ergebnisse
| Jahr | Team                      | Fahrzeug        | Teamkollege | Teamkollege     | Platzierung | Ausfallgrund    |
| ---- | ------------------------- | --------------- | ----------- | --------------- | ----------- | --------------- |
| 2003 | Sezio Florida Racing Team | Norma M-2000-02 | Ian James   | Allan Ziegelman | Ausfall     | Getriebeschaden |